# Concordato del 1741
Il concordato del 1741, noto anche come Trattato di accomodamento, fu un accordo stipulato tra la Santa Sede e il Regno di Napoli, sottoscritto a Roma il 2 giugno 1741.

## Contenuti
Il Concordato fu stipulato tra il re di Napoli Carlo di Borbone e il papa Benedetto XIV “per terminar le dispute e controversie che da più secoli nel Regno di Napoli sono state su diversi capi tra le Curie laiche ed ecclesiastiche e per torre con ciò ogni occasione di discordia tra le due potenze”.
Il trattato era stato promosso dal primo ministro Bernardo Tanucci nel suo impegno per l'affermazione della superiorità del moderno Stato laico sulla Chiesa e per abolire i secolari privilegi feudali della nobiltà e del clero nel Regno di Napoli.
Scopo dichiarato del provvedimento era quello di garantire “una più giusta distribuzione de’ pubblici pesi” per cui si stabiliva che da quel momento in poi sarebbero stati tassati anche i beni ecclesiastici definendo le modalità per stimarne l’ammontare e provvedere al pagamento.
Si riconosceva inoltre, ufficialmente che le congregazioni laicali svolgevano una vera e propria azione economica che aveva un non trascurabile riscontro nel contesto sociale in cui esse erano inserite e si stabiliva pertanto che “ogni decisione in materia religiosa è predisposta dal Cappellano Maggiore e necessita del beneplacito regale. La fondazione e la regolamentazione della Confraternita sono da ritenersi un dono della Regia Maestà”.
Il Trattato si occupava anche del diritto di asilo, che fu limitato alle chiese consacrate e solo per alcuni reati, mentre le immunità locali, difese dai canonisti e curialisti come diritto divino e considerate, invece, dai giuristi napoletani esempi di mancata difesa delle prerogative statali e di retta amministrazione della giustizia, furono ridimensionate.
Il concordato non è un trattato internazionale, con un'efficacia giuridica in quanto tale,  ma richiese l'adozione negli Stati contraenti: il Papa con la sua bolla Memores apostolici del 2 giugno 1741 non pubblicò il concordato come legge ecclesiastica, ma semplicemente confermò quanto accordato; il Re a sua volta il 29 ottobre 1741 emanò un editto riguardante la giustizia.
L'applicazione del Concordato però andò ben oltre quanto avesse auspicato la Santa Sede: soggetta ad una vera e propria repressione: monasteri e conventi furono liquidati, vietata alla Chiesa l’acquisizione di nuovi patrimoni, espropriati dal re i proventi degli episcopati. Nel 1767, i Gesuiti furono espulsi dal Regno di Napoli; i loro ingenti possedimenti sequestrati e migliaia di ettari di terra ceduti ai contadini.
Papa Clemente XIII reagì a tale repressione scomunicando Tanucci, ma il ministro non pose fine alla sua azione: abolì la chinea, la tassa che il re doveva versare alla chiesa e dichiarò il matrimonio un contratto civile.